# Helena Nordheim
Pour les articles homonymes, voir Nordheim.
Helena Nordheim, née le 1er août 1903 à Amsterdam (Pays-Bas) et morte le 2 juillet 1943 à Sobibor (Pologne), est une gymnaste artistique néerlandaise.

## Biographie
Helena Nordheim remporte aux Jeux olympiques d'été de 1928 à Amsterdam la médaille d'or du concours général par équipes féminin avec Elka de Levie, Estella Agsteribbe, Anna Polak, Judikje Simons, Jacoba Stelma, Jacomina van den Berg, Alida van den Bos, Anna van der Vegt, Petronella van Randwijk, Petronella Burgerhof et Hendrika van Rumt.
Cinq gymnastes de cette équipe (Estella Agsteribbe, Elka de Levie, Helena Nordheim, Anna Polak et Judikje Simons) ainsi que l'entraîneur Gerrit Kleerekoper sont juifs ; seule Elka de Levie survivra à l'Occupation nazie.
Helena Nordheim est tuée avec son mari et sa fille au camp d'extermination de Sobibor en juillet 1943.